# Campeonato Europeo de Judo de 1980
El XXVIII Campeonato Europeo de Judo se celebró en dos sedes distintas: el campeonato masculino en Viena (Austria) entre el 16 y el 18 de mayo y el femenino en Udine (Italia) entre el 14 y el 16 de mayo de 1980 bajo la organización de la Unión Europea de Judo (EJU).

## Medallistas

### Masculino
| Evento            | Oro                           | Plata                        | Bronce                                                   |
| ----------------- | ----------------------------- | ---------------------------- | -------------------------------------------------------- |
| –60 kg            | Felice Mariani · Italia       | Josef Reiter · Austria       | Thierry Rey Francia Reinhard Arndt RDA                   |
| –65 kg            | Torsten Reißmann RDA          | Valentin Tarakanov URSS      | Imre Gelencsér · Hungría · Constantin Niculae · Rumania  |
| –71 kg            | Nicolae Vlad Rumania          | Chris Bowles Reino Unido     | Karl-Heinz Lehmann RDA Yevgueni Babanov URSS             |
| –78 kg            | Neil Adams Reino Unido        | Harald Heinke RDA            | Bernard Tchoullouyan Francia Mircea Frățică Rumania      |
| –86 kg            | Alexandr Yatskevich URSS      | Peter Seisenbacher · Austria | Peter Donnelly Reino Unido Detlef Ultsch RDA             |
| –95 kg            | Jean-Luc Rougé Francia        | Dietmar Lorenz RDA           | Robert Van de Walle · Bélgica · Ramaz Jarshiladze · URSS |
| +95 kg            | Alexei Tiurin URSS            | Imre Varga · Hungría         | Peter Adelaar · Países Bajos · Angelo Parisi · Francia   |
| Categoría abierta | Robert Van de Walle · Bélgica | Angelo Parisi Francia        | Vladimír Kocman Checoslovaquia Serguei Novikov URSS      |

### Femenino
| Evento            | Oro                         | Plata                          | Bronce                                                     |
| ----------------- | --------------------------- | ------------------------------ | ---------------------------------------------------------- |
| –48 kg            | Jane Bridge Reino Unido     | Paola Napolitano · Italia      | Eva Hillesheim RFA Annie Bechepay Francia                  |
| –52 kg            | Patricia Montaguti · Italia | Bridgette McCarthy Reino Unido | Mileva Smiljanić · Yugoslavia · Edith Hrovat · Austria     |
| –56 kg            | Gerda Winklbauer · Austria  | Liesbeth Beeks · Países Bajos  | Loretta Doyle · Reino Unido · Therése Nguyen · Suiza       |
| –61 kg            | Laura Di Toma · Italia      | Brigitte Deydier Francia       | Marina Angelović · Yugoslavia · Jeannine Peeters · Bélgica |
| –66 kg            | Cathérine Pierre Francia    | Nadia Amerighi · Italia        | Paula Mallens · Países Bajos · Marie-France Mill · Bélgica |
| –72 kg            | Jocelyne Triadou Francia    | Ingrid Berghmans · Bélgica     | Barbara Claßen RFA Avril Malley Reino Unido                |
| +72 kg            | Margherita De Cal · Italia  | Paulette Fouillet Francia      | Christiane Kieburg RFA Heather Ford Reino Unido            |
| Categoría abierta | Barbara Claßen RFA          | Ingrid Berghmans · Bélgica     | Avril Malley Reino Unido Paulette Fouillet Francia         |

## Medallero
| Núm. | País           | Oro | Plata | Bronce | Total |
| ---- | -------------- | --- | ----- | ------ | ----- |
| 1    | Italia         | 4   | 2     | 0      | 6     |
| 2    | Francia        | 3   | 3     | 5      | 11    |
| 3    | Reino Unido    | 2   | 2     | 5      | 9     |
| 4    | URSS           | 2   | 1     | 3      | 6     |
| 5    | Bélgica        | 1   | 2     | 3      | 6     |
| 5    | RDA            | 1   | 2     | 3      | 6     |
| 7    | Austria        | 1   | 2     | 1      | 4     |
| 8    | RFA            | 1   | 0     | 3      | 4     |
| 9    | Rumania        | 1   | 0     | 2      | 3     |
| 10   | Países Bajos   | 0   | 1     | 2      | 3     |
| 11   | Hungría        | 0   | 1     | 1      | 2     |
| 12   | Yugoslavia     | 0   | 0     | 2      | 2     |
| 13   | Checoslovaquia | 0   | 0     | 1      | 1     |
| 13   | Suiza          | 0   | 0     | 1      | 1     |
|      | TOTAL          | 16  | 16    | 32     | 64    |